# Hazza al-Madżali
Hazza al-Madżali (arab. هزاع المجالي, Hazzāʿ al-Majālī; ur. 1916 w Al-Karak, zm. 29 sierpnia 1960 w Ammanie) – jordański polityk, dwukrotny premier Jordanii od 14 do 19 grudnia 1955 oraz od 5 maja 1959 do śmierci w zamachu.

## Życiorys

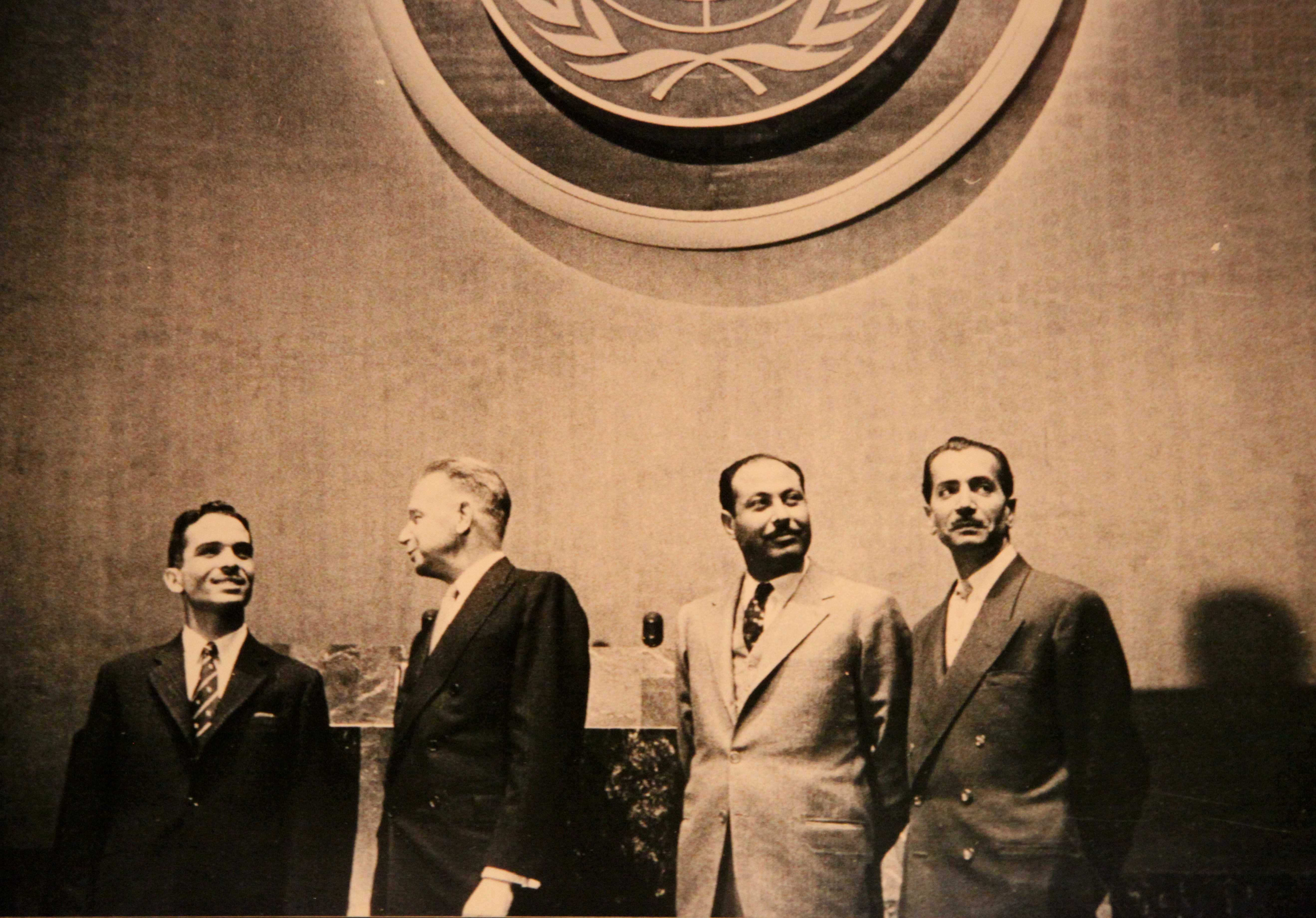
Hazza al-Madżali (drugi z prawej) w ONZ z królem Husajnem (pierwszy z lewej) i sekretarzem generalnym organizacji Dagiem Hammarskjöldem (drugi z lewej)

Pochodził z wpływowej rodziny al-Madżali z Al-Karak. Ukończył studia prawnicze na Uniwersytecie Damasceńskim, po czym do 1947 praktykował jako prawnik. W 1947 otrzymał stanowisko szefa protokołu królewskiego na dworze króla Jordanii Abd Allaha. W roku następnym wygrał wybory na mera Ammanu i pozostał na tym urzędzie przez rok. W 1950 wszedł po raz pierwszy do rządu Jordanii, obejmując tekę ministra rolnictwa. Następnie krótko był ministrem obrony oraz ministrem sprawiedliwości.
Był zwolennikiem rządów Haszymitów w Jordanii i utrzymywania bliskich związków z Wielką Brytanią. 14 grudnia 1955 król Husajn nominował go na premiera. Gdy dwa dni później al-Madżali zasugerował, że Jordania powinna przyłączyć się do Paktu Bagdadzkiego, w kraju wybuchły masowe protesty organizowane przez lewicową opozycję: jordański oddział partii Baas, Partię Narodowych Socjalistów i mniejsze grupy, jak również przez jordańskich Braci Muzułmańskich. Protesty te wspierała egipska ambasada w Ammanie. W zamieszkach w Ammanie, Irbidzie i na Zachodnim Brzegu Jordanu wzięło udział kilka tysięcy osób, dochodziło do przypadków niszczenia obiektów kojarzonych z państwami zachodnimi. Z demonstrantami starł się Legion Arabski, który nie zdołał stłumić wystąpień. Dwór zaczął obawiać się o przyszłość monarchii. W takich okolicznościach król Husajn zdymisjonował premiera (który i tak nie zdążył utworzyć gabinetu), a następnie oznajmił, że Jordania nie rozważa przyłączenia się do Paktu Bagdadzkiego. Przez kolejne cztery lata zasiadał w jordańskiej Radzie Rozwoju.
W 1959 król Husajn po raz drugi powierzył mu stanowisko premiera. Dał tym samym wyraz swoim prozachodnim sympatiom i niechęci do lewicowych rządów sąsiednich państw (Zjednoczona Republika Arabska utworzona przez naserowski Egipt oraz Syrię, jak również porewolucyjny Irak), które również odnosiły się do Jordanii skrajnie negatywnie. Egipt, Syria i Irak prowadziły przez pewien czas blokadę Jordanii; paliwo dostarczały do Ammanu Stany Zjednoczone. Rząd al-Madżalego był nie tylko przedmiotem krytyki ze strony polityków ZRA. Zwłaszcza Syryjczycy dążyli do zdestabilizowania Jordanii, w latach 1959–1960 finansowali akty sabotażu na terenie kraju (niszczenie lotnisk, mostów, magazynów, ataki na ambasady). W marcu 1959 władze Jordanii ogłosiły wykrycie egipskiego spisku na życie al-Madżalego. 29 sierpnia 1960 al-Madżali padł ofiarą zamachu zorganizowanego przez Syryjczyków, gdy w jego biurze wybuchły dwie bomby. Władze Jordanii ogłosiły, że jego zabójstwo było częścią spisku wojskowych. Po śmierci al-Madżalego nowym premierem został Bahdżat at-Talhuni, który zmienił politykę zagraniczną państwa, opowiadając się za poprawą relacji z Egiptem.
Kuzyn Habisa al-Madżalego. Jego córka Taghrid wyszła za mąż za jordańskiego księcia Muhammada ibn Talala.